# Live It Up (álbum)
Live It Up es el sexto álbum de estudio del grupo Crosby, Stills & Nash, publicado por la compañía discográfica Atlantic Records en junio de 1990. El álbum, que alcanzó el puesto 57 en la lista estadounidense Billboard 200, fue el primer trabajo de estudio del trío que no obtuvo una certificación como disco de oro o platino por la RIAA. 

## Historia
Live It Up comenzó como un proyecto de Crosby & Nash, aunque el sello Atlantic Records insistió para que incluyesen a Stephen Stills del mismo modo en que hizo durante la grabación de Daylight Again, que había comenzado como un proyecto de Stills y Nash. A diferencia de trabajos anteriores, el álbum incluye en su mayoría composiciones de otros músicos. 
Gran parte de Live It Up fue grabado en varios estudios de grabación de la ciudad de Los Ángeles. La mayoría fue grabado en The Record Plant, aunque parte del álbum comenzó en los Home-Brew Studio de Ohio antes de finalizarse en diferentes localidades. «If Anybody Had a Heart», «Arrows» y «After the Dolphin» fueron grabadas en los Devonshire Studios, mientras que «(Got to Keep) Open» fue grabada en Capitol Studios. 

## Recepción
Tras su publicación, Live It Up obtuvo críticas en su mayoría negativas, centradas principalmente en la ausencia de composiciones propias. En su reseña para Allmusic, William Ruhlmann escribió: «Más que las armonías o los escándalos, lo que hizo de CSN una fuerza mayor era que componían buenas canciones. Eso es lo que falta en su primer álbum como trío desde CSN en 1977. Cantan con seriedad y bien, y están aumentados, como siempre, por un ejército pequeño y eficiente de músicos, como Craig Doerge y Joe Vitale, que han hecho una carrera apoyándolos, pero simplemente no llegan con las grandes canciones que esperaban escuchar los oyentes. (De hecho, hay un buen número de canciones de otros). Como resultado, este es el disco de estudio de CSN menos satisfactorio. No es de extrañar que fracasara en las tiendas de discos».

## Lista de canciones
| Cara A |                           |                                         |                       |          |  |
| N.º    | Título                    | Escritor(es)                            | Fecha de grabación    | Duración |  |
| 1.     | «Live It Up»              | Joe Vitale                              | 11 de febrero de 1986 | 3:54     |  |
| 2.     | «If Anybody Had A Heart»  | John David Souther, Danny Kortchmar     | 30 de enero de 1989   | 4:28     |  |
| 3.     | «Tomboy»                  | Stephen Stills                          | 24 de enero de 1990   | 3:22     |  |
| 4.     | «Haven't We Lost Enough?» | Stephen Stills, Kevin Cronin            | 5 de febrero de 1990  | 3:06     |  |
| 5.     | «Yours and Mine»          | Craig Doerge, David Crosby, Graham Nash | 2 de febrero de 1990  | 4:21     |  |

| Cara B |                          |                              |                      |          |  |
| N.º    | Título                   | Escritor(es)                 | Fecha de grabación   | Duración |  |
| 1.     | «(Got to Keep) Open»     | Stephen Stills, Graham Nash  | 18 de abril de 1990  | 4:40     |  |
| 2.     | «Straight Line»          | Tony Beard                   | 31 de enero de 1990  | 3:12     |  |
| 3.     | «House of Broken Dreams» | Graham Nash                  | 25 de enero de 1990  | 3:18     |  |
| 4.     | «Arrows»                 | Michael Hedges, David Crosby | 23 de marzo de 1989  | 3:51     |  |
| 5.     | «After the Dolphin»      | Graham Nash, Craig Doerge    | 1 de febrero de 1989 | 5:05     |  |

## Personal
- David Crosby: voz y guitarra en "Tomboy"
- Stephen Stills: voz y guitarra en "Live It Up," "If Anybody Had A Heart," "Tomboy," "Haven't We Had Enough?," "(Got to Keep) Open," y "Straight Line" teclados en "Tomboy"; bajo en "(Got to Keep) Open"
- Graham Nash: voz y guitarra acústica en ""Tomboy" y "House of Broken Dreams"
- Joe Vitale: batería y sintetizador en "Live It Up," "If Anybody Had A Heart," "Tomboy," "Yours and Mine," "(Got to Keep) Open," "House of Broken Dreams," "Arrows," y "After the Dolphin"; teclados en "Live It Up," "If Anybody Had A Heart," y "Yours and Mine"; órgano en "After the Dolphin"; percusión en "Straight Line"
- Craig Doerge: teclados en "If Anybody Had A Heart," "Yours and Mine," "Straight Line," "House of Broken Dreams," "Arrows," y "After the Dolphin"
- Bob Glaub: bajo en "Tomboy," "Yours and Mine," "Straight Line," y "House of Broken Dreams"
- Leland Sklar: bajo en "If Anybody Had A Heart," "Arrows," y "After the Dolphin"
- John David Souther: coros en "If Anybody Had A Heart"
- The Williams Family: coros en "Live It Up"
- Branford Marsalis: saxofón soprano en "Yours and Mine" y "Arrows"
- Mike Landau: guitarra en "If Anybody Had A Heart" y "After the Dolphin"
- Roger McGuinn: guitarra en "If Anybody Had A Heart"
- Peter Frampton: solo de guitarra en "Straight Line"
- Bruce Hornsby: pianoy acordeón en "(Got to Keep) Open"
- Tony Beard: percusión en "Yours and Mine"; guitarra eléctrica en "Straight Line"
- Mike Fisher: percusión en "If Anybody Had A Heart" y "After the Dolphin"
- Michito Sanchez: percusión en "Tomboy" y "(Got to Keep) Open"
- Vince Charles: percusión en "Arrows"

## Posición en listas
| País           | Lista              | Posición |
| -------------- | ------------------ | -------- |
| Estados Unidos | Billboard 200      | 57       |
| Países Bajos   | Mega Album Top 100 | 59       |

| Sencillo     | Lista                  | Posición |
| ------------ | ---------------------- | -------- |
| «Live It Up» | Mainstream Rock Tracks | 7        |